# Гай Юлій Прокул
Гай Юлій Прокул (лат. Gaius Iulius Proculus, ? — 132) — військовий та державний діяч часів Римської імперії, консул-суффект 109 року.

## Життєпис
Походив зі стану вершників. Син Марка Юлія Прокула. Про молоді роки немає відомостей. Кар'єру розпочав за імператора Доміціана. У 96 році став квестором. За правління імператора Траяна отримав посаду претора. Згодом очолив Legio VI Ferrata, що стояв у Сирії. З вексиляріями легіону брав участь у другій кампанії проти даків 105–106 років.
У 109 році став консулом-суффектом разом з Гаєм Абурнієм Валентом. Був учасником війни із Парфією 114–117 років. За імператора Адріана Гая Юлія як легата відправлено до провінції Лугдунська Галлія. У 132 році імператор визначив Прокула як консула на 133 рік, проте той помер того ж року, не вступивши на посаду.